# Јужни Судан на Светском првенству у атлетици у дворани 2018.
Јужни Судан је учествовао на 17. Светском првенству у атлетици у дворани 2018. одржаном у Бирмингему од 1. до 4. марта. Репрезентацију Јужног Судана на њеном првом учествовању на светским првенствима у дворани представљао je 1 атлетичар који се такмичио у трци на 1.500 метара.,
На овом првенству такмичар Јужног Судана није освојио ниједну медаљу али је оборио национални и лични рекорд.

## Учесници
Мушкарци:
- Деј Туач Деј — 1.500 м

## Резултати

### Мушкарци
| Атлетичар    | Дисциплина | Лични рекорд | Квалификације  | Квалификације | Финале               | Финале       | Детаљи |
| Атлетичар    | Дисциплина | Лични рекорд | Резултат       | Место         | Резултат             | Место        | Детаљи |
| ------------ | ---------- | ------------ | -------------- | ------------- | -------------------- | ------------ | ------ |
| Деј Туач Деј | 1.500 м    | 3:44,93 о    | 3:56,10 НР, ЛР | 7. у гр. 1    | Није се квалификовао | 18 / 19 (24) |        |